# Hemaris fuciformis
La esfinge abejorro de orla ancha (Hemaris fuciformis) es una especie de lepidóptero ditrisio de la familia Sphingidae que se encuentra en Europa, Norte de África y el oeste de Asia.

## Descripción
Aunque muy parecida a la esfinge abejorro de orla estrecha (Hemaris tityus), es algo mayor, con una longitud alar de 20 a 24 mm. Las alas posteriores son relativamente más pequeñas. Es de abdomen grueso y de color pardo amarillento y sus alas anteriores son transparentes y cortas, dándole un aspecto parecido al abejorro, de ahí su nombre común.

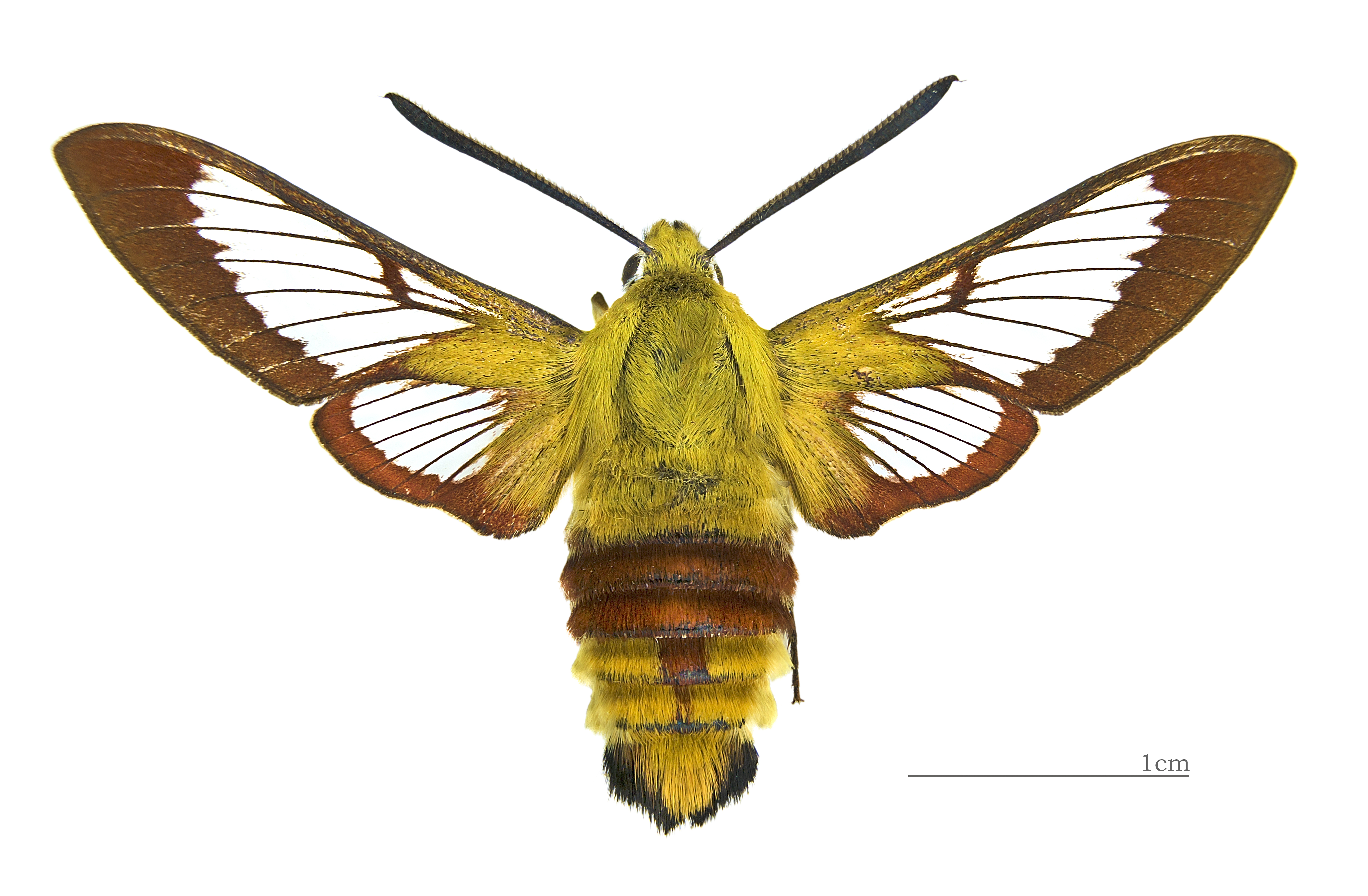
♂
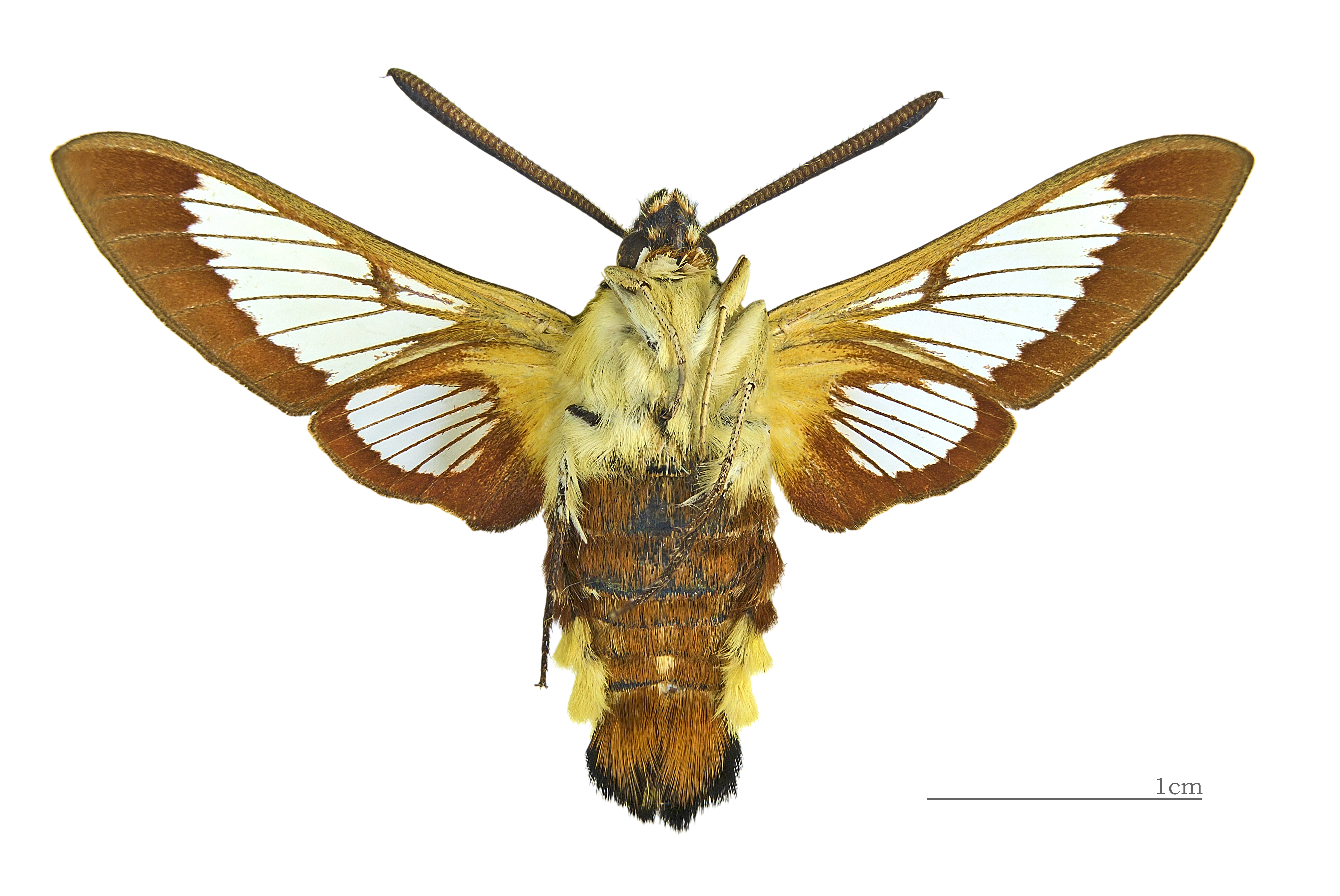
♂ △
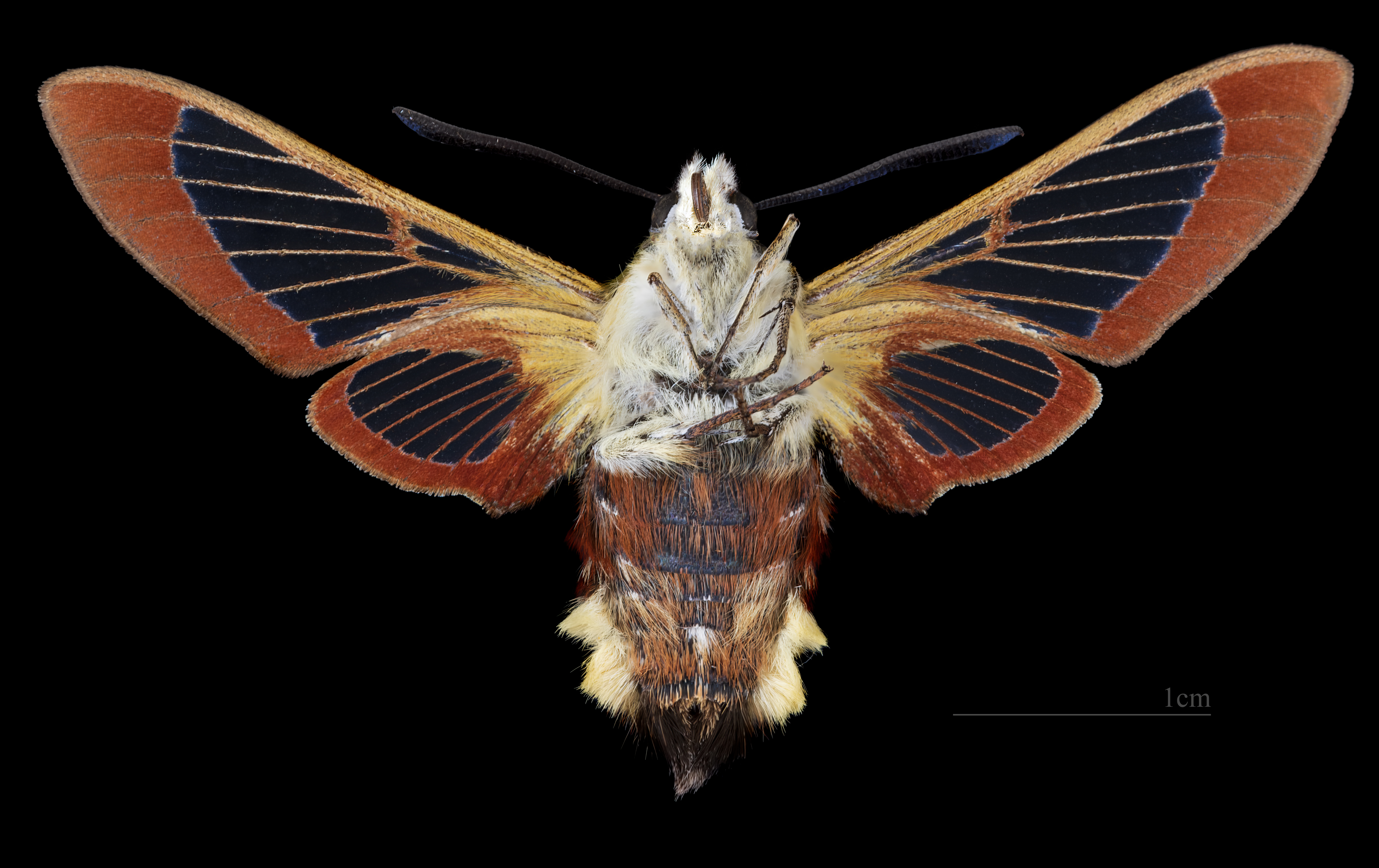
♀
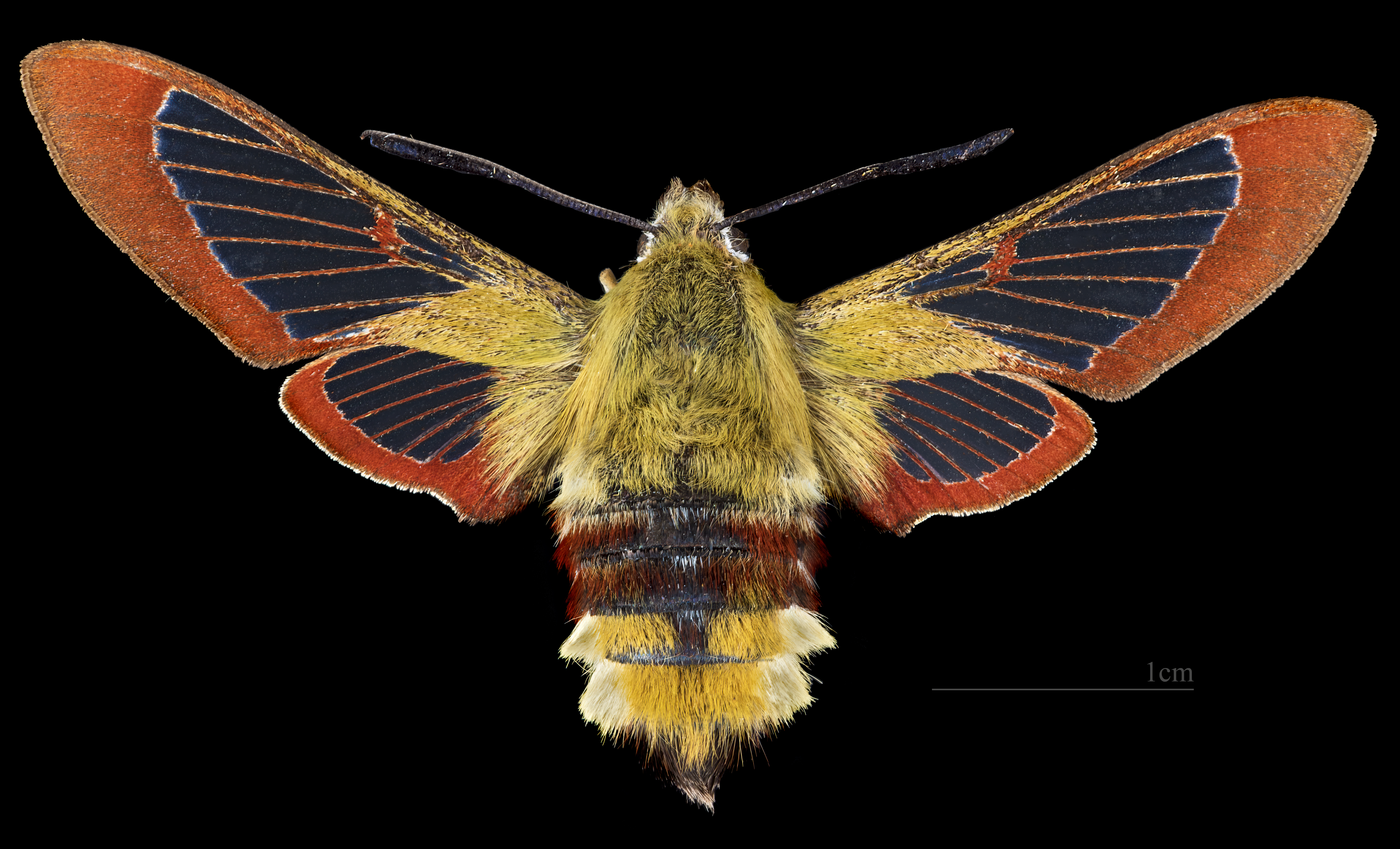
♀ △

## Distribución
En toda Europa, especialmente en la central. En la península ibérica, por el contrario, son escasos los biotipos que ocupa. En las áreas montañosas alcanza los 2.000 m s. n. m. Ocupa terrenos secos y soleados: claros de bosques de coníferas, solanas, torrentes y orillas de los ríos, raramente en jardines; en años calurosos vuela en gran número, rarificándose los años más frescos.

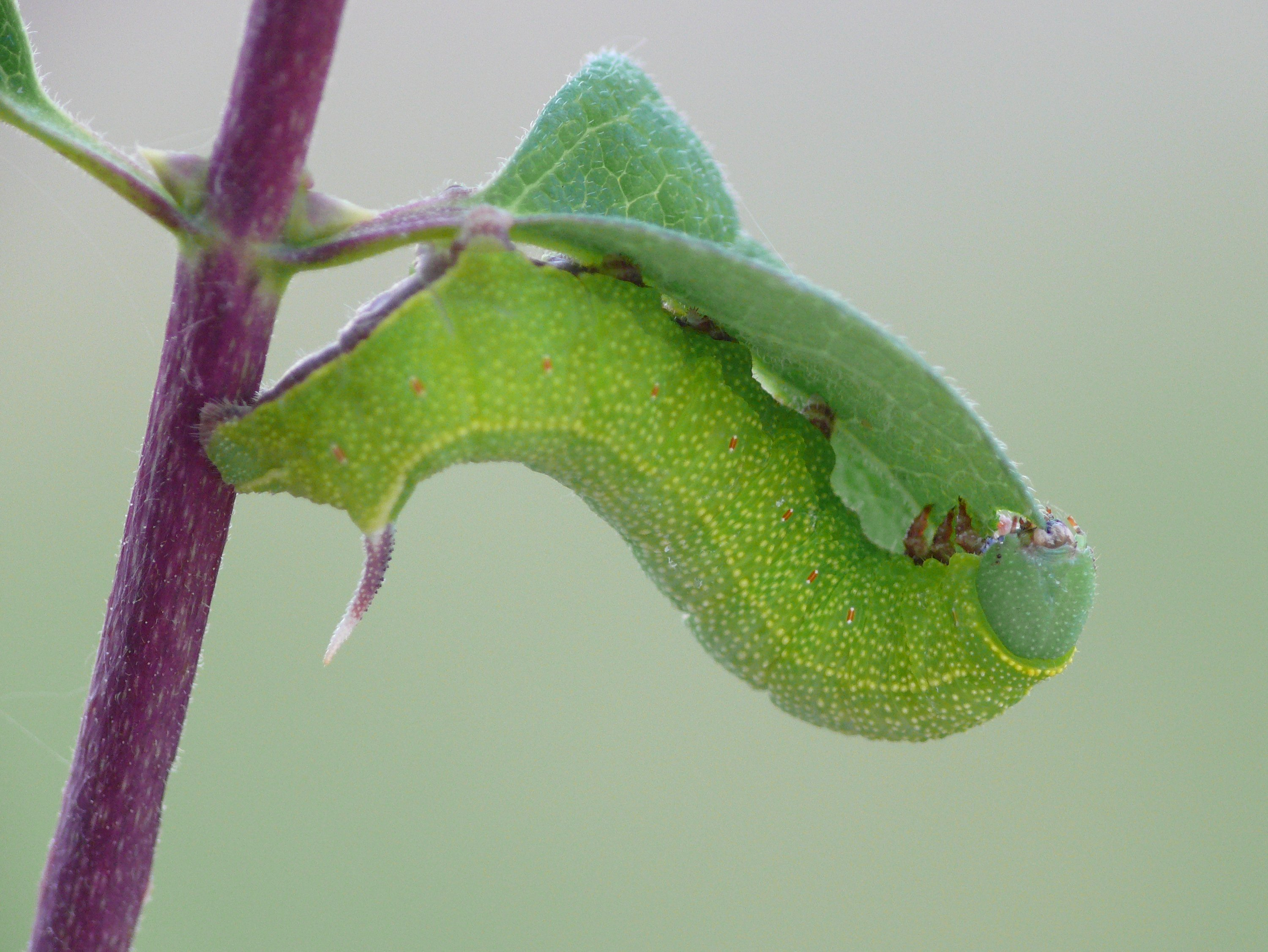
Larva de la esfinge abejorro

## Fase larvaria y época de vuelo
La primera generación de orugas se desarrolla a comienzos de verano y la segunda a comienzos de otoño, se alimenta de madreselvas (Lonicera xylosteum y de Galium).
Las mariposas vuelan desde finales de la primavera hasta mediados de verano. En la península ibérica vuela una segunda generación.